# Cornelia B. Wilbur
Pour les articles homonymes, voir Wilbur.
 (septembre 2024).
La mise en forme du texte ne suit pas les recommandations de Wikipédia : il faut le « wikifier ».
Les points d'amélioration suivants sont les cas les plus fréquents. Le détail des points à revoir est peut-être précisé sur la page de discussion.
- Les titres sont pré-formatés par le logiciel. Ils ne sont ni en capitales, ni en gras.
- Le texte ne doit pas être écrit en capitales (les noms de famille non plus), ni en gras, ni en italique, ni en « petit »…
- Le gras n'est utilisé que pour surligner le titre de l'article dans l'introduction, une seule fois.
- L'italique est rarement utilisé : mots en langue étrangère, titres d'œuvres, noms de bateaux, etc.
- Les citations ne sont pas en italique mais en corps de texte normal. Elles sont entourées par des guillemets français : « et ».
- Les listes à puces sont à éviter, des paragraphes rédigés étant largement préférés. Les tableaux sont à réserver à la présentation de données structurées (résultats, etc.).
- Les appels de note de bas de page (petits chiffres en exposant, introduits par l'outil «  Source ») sont à placer entre la fin de phrase et le point final[comme ça].
- Les liens internes (vers d'autres articles de Wikipédia) sont à choisir avec parcimonie. Créez des liens vers des articles approfondissant le sujet. Les termes génériques sans rapport avec le sujet sont à éviter, ainsi que les répétitions de liens vers un même terme.
- Les liens externes sont à placer uniquement dans une section « Liens externes », à la fin de l'article. Ces liens sont à choisir avec parcimonie suivant les règles définies. Si un lien sert de source à l'article, son insertion dans le texte est à faire par les notes de bas de page.
- La présentation des références doit suivre les conventions bibliographiques. Il est recommandé d'utiliser les modèles {{Ouvrage}}, {{Chapitre}}, {{Article}}, {{Lien web}} et/ou {{Bibliographie}}. Le mode d'édition visuel peut mettre en forme automatiquement les références.
- Insérer une infobox (cadre d'informations à droite) n'est pas obligatoire pour parachever la mise en page.

Pour une aide détaillée, merci de consulter Aide:Wikification.
Si vous pensez que ces points ont été résolus, vous pouvez retirer ce bandeau et améliorer la mise en forme d'un autre article.
Cornelia Burwell Wilbur (26 août 1908 - 20 septembre 1992) était une psychiatre américaine. Elle est surtout connue pour un livre, écrit par Flora Rheta Schreiber, et deux téléfilms intitulés Sybil, sur le traitement psychiatrique qu'elle a prodigué à une personne diagnostiquée avec un trouble dissociatif de l'identité.

## Jeunesse et éducation
Cornelia « Connie » Wilbur est née à Cleveland, Ohio, le 26 août 1908. Alors qu'elle était enfant, sa famille a déménagé dans un ranch dans le Montana. La famille revient à Cleveland en 1918. Elle a fait ses études dans les écoles publiques du Montana et de Cleveland.
Elle a fréquenté le William Smith College à Geneva, New York, avant de s'inscrire à l'Université du Michigan à Ann Arbor, Michigan. Elle a obtenu son baccalauréat et sa maîtrise à l'Université du Michigan. Elle s'est ensuite inscrite à la faculté de médecine de l'Université du Michigan. Pendant ses études de médecine, elle est devenue la première femme externe à l'hôpital d'État de Kalamazoo, où elle a également traité avec succès une fille agoraphobe diagnostiquée comme atteinte d'hystérie. Wilbur a obtenu son diplôme de médecine en 1939. Elle était l'une des huit femmes de sa classe, en fin d'études.
Wilbur a pratiqué la psychiatrie à Omaha, dans le Nebraska, à New York et à Weston, en Virginie occidentale.
Wilbur est surtout connue pour son travail avec Shirley Ardell Mason, qui aurait été gravement maltraitée lorsqu'elle était enfant et qui aurait développé 16 personnalités alternatives en conséquence. Un livre, écrit par Flora Rheta Schreiber, et un téléfilm, tous deux intitulés Sybil, relatent par le biais de récits apparemment non fictifs le traitement psychiatrique reçu par Mason pendant qu'elle était sous la garde de Wilbur. Elle a diagnostiqué et traité Mason pour un trouble dissociatif de l'identité (alors appelé trouble de la personnalité multiple) pendant 11 ans, à partir de 1954.

## Carrière académique
Wilbur a rejoint la faculté de médecine de l'Université du Kentucky en 1967, où elle a obtenu un poste de professeur de psychiatrie.
Wilbur était une clinicienne pionnière, ainsi qu’une éducatrice, une chercheuse et un mentor pour d’autres dans le domaine de la psychiatrie. Wilbur était l'une des auteures de Homosexuality: A Psychoanalytic Study of Male Homosexuals (1962), une étude influente sur le développement de l'homosexualité masculine.
Wilbur a donné des conférences dans le monde entier sur la maltraitance que subissent les enfants, des conjoints et des personnes âgées et leurs répercussions. Elle a plaidé en faveur de l’éducation parentale pour prévenir la maltraitance des enfants. Elle s’intéressait également à l’augmentation des taux d’admission des femmes dans les écoles de médecine.
À la fin des années 1970, Wilbur a été consultée sur le cas de Billy Milligan, le premier homme à être acquitté d'un crime aux États-Unis pour cause de folie due à un trouble de la personnalité multiple.
Wilbur était titulaire d'un diplôme du Conseil américain de neurologie et de psychiatrie en neurologie et en psychiatrie (1946), avait un certificat en psychanalyse (1951) et était professeur émérite à la faculté de médecine de l'Université du Kentucky. Elle a été membre à vie de l'American Medical Association, de l'American Psychiatric Association et de l'Académie américaine de psychanalyse (en). Elle a été honorée par la faculté de médecine de l’Université du Kentucky pour sa contribution exceptionnelle à l’enseignement médical. En 1987, elle a été honorée pour ses réalisations remarquables par la Société internationale pour l'étude des troubles de personnalité multiples et des troubles dissociatifs (en). Elle a publié environ 50 articles dans des revues professionnelles à comité de lecture.

## Controverse Mason
Le diagnostic posé par Wilbur sur Mason a été remis en question, et Flora Schreiber et elle ont été accusées d'avoir inventé ou exagéré le diagnostic de personnalité multiple et d'avoir manipulé Mason à des fins professionnelles et financières. Un examen du cas de « Sybil » consiste en le livre de Debbie Nathan, Sybil Exposed: The Extraordinary Story Behind the Famous Multiple Personality Case. Debbie Nathan a présenté des preuves montrant que Mason n'avait jamais affiché de personnalités multiples jusqu'à ce qu'elle rencontre Wilbur. Les symptômes de la patiente sont apparus au fil des années à la suite d'une auto-illusion mutuellement renforcée de Mason et de Wilbur. Les recherches de Nathan ont indiqué que Wilbur et Schreiber ont fabriqué des aspects du récit du traitement dans Sybil pour étayer leurs affirmations sur Mason, y compris l'affirmation du père de Mason selon laquelle la mère de Mason avait reçu un diagnostic de schizophrénie.
Les personnes liées à Shirley Mason ont confirmé le diagnostic de Shirley,. Certains professionnels des troubles dissociatifs, comme Colin A. Ross, ont remis en question la thèse de Nathan selon laquelle le véritable diagnostic n'était pas le TDI, mais l'anémie pernicieuse, qui ne provoque pas les symptômes — et ne disparaît pas pendant la période de neuf ans pendant laquelle Shirley n'était pas en thérapie — que Nathan a décrit. Cependant, Ross a reconnu que Wilbur s'était livrée à des violations éthiques et des limites.

## Décès
Wilbur est décédée en 1994, à l'âge de 84 ans. On sait qu'on lui a diagnostiqué la maladie de Parkinson, mais la cause du décès est inconnue.

## Apparitions
De vieux enregistrements de Wilbur apparaissent dans le documentaire  Netflix Monsters Inside: The 24 Faces of Billy Milligan (en).